# 帕塔拉桑
帕塔拉桑（Pattallassang）是印度尼西亚南苏拉威西省的一个城镇，是塔卡拉尔县的县治所在，位于苏拉威西岛南半岛西南部。2010年统计，帕塔拉桑所在的帕塔拉桑区（Kecamatan Pattallassang）共有34,729人。

## 资料来源
1. ↑  Biro Pusat Statistik, Jakarta, 2011.